# جون نوبل (لاعب كريكت)
جون نوبل (4 أغسطس 1845 - 20 أبريل 1889) (بالإنجليزية: John Noble)‏ هو لاعب كريكت بريطاني.